# Arete von Syrakus
Arete (altgriechisch Ἀρέτη Arétē; † 353 v. Chr.) war eine Tochter des Tyrannen Dionysios I. von Syrakus und die Gemahlin ihres Onkels Dion von Syrakus.
Arete war eine Tochter von Dionysios I. und der Aristomache, einer älteren Schwester Dions. Sie heiratete zunächst Thearides, der ein Bruder ihres Vaters war. Nachdem Thearides verstorben war, ging sie um 375 v. Chr. eine zweite Ehe mit Dion ein, mit dem sie einen Sohn hatte.
Dionysios II., der Sohn und Nachfolger Dionysios’ I., lud auf Drängen Dions 366 v. Chr. den Philosophen Platon als Berater nach Syrakus ein. Doch der neue Tyrann verdächtigte Dion, ihn stürzen zu wollen. Deshalb schickte er Dion ins Exil, während Aristomache und Arete in Syrakus zurückblieben. Auch eine weitere, 361 v. Chr. von Platon auf Wunsch Dionysios’ II. unternommene Reise nach Sizilien bewirkte keinen dadurch erhofften Ausgleich zwischen dem Tyrannen und Dion; im Gegenteil konfiszierte Dionysios II. das in Syrakus verbliebene Vermögen Dions und zwang Arete, ihre Ehe aufzulösen und sich mit seinem Offizier Timokrates zu vermählen.
Dion kehrte 357 v. Chr. zurück und konnte die Herrschaft des Tyrannen im Großteil von Syrakus brechen; nur die vorgelagerte Stadtfestung Ortygia, wo sich auch Arete, ihre Mutter und ihr Sohn befanden, blieb in Dionysios’ Hand. Erst als der in Ortygia kommandierende Sohn Dionysios’ II., Apollokrates, 355 v. Chr. kapitulierte und mit seiner Besatzung abzog, sah Dion nach langer Trennung seine Familie wieder. Er nahm Arete wieder in sein Haus auf.
Die Regierung Dions wurde als zunehmend autoritär empfunden. Einer seiner Vertrauten, der Offizier Kallippos aus Athen, plante einen Staatsstreich. Auf Warnungen wollte Dion nicht hören, doch Arete und ihre Mutter stellten Kallippos zur Rede. Dieser suchte den Verdacht durch die Ablegung eines feierlichen Treueeides zu zerstreuen, ließ aber Dion bald danach beseitigen (354 v. Chr.) und daraufhin Aristomache und Arete ins Gefängnis werfen, wo Letztere einen Sohn zur Welt brachte. Vermutlich wollte Kallippos mit der Inhaftierung der Frauen möglichen dynastischen Ansprüchen der Familie Dions vorbeugen.
Nachdem sich ein Sohn Dionysios’ I., Hipparinos, bereits 353 v. Chr. der Herrschaft in Syrakus bemächtigt hatte, kamen Arete und ihre Mutter frei und in die Obhut von Dions früherem Freund Hiketas, der sie auf dem Seeweg nach der Peloponnes schickte. Unterwegs kamen die beiden Frauen aber ums Leben, laut Plutarch angeblich auf Hiketas’ Befehl ermordet, welche Nachricht aber zweifelhaft ist.